# Bordeaux-Euratlantique
Bordeaux-Euratlantique représente un des sous-projets du programme de modernisation de Bordeaux « Bordeaux 2030 ». Il cadre l'aménagement de 738 hectares, centrés sur la gare Saint-Jean, dont la fin estimée vise 2027. Les villes de Bègles et Floirac sont également concernées. Ce programme a été créé à la suite du lancement de la ligne LGV Bordeaux-Paris et à la volonté d'augmenter le poids de Bordeaux à l'échelle européenne. 

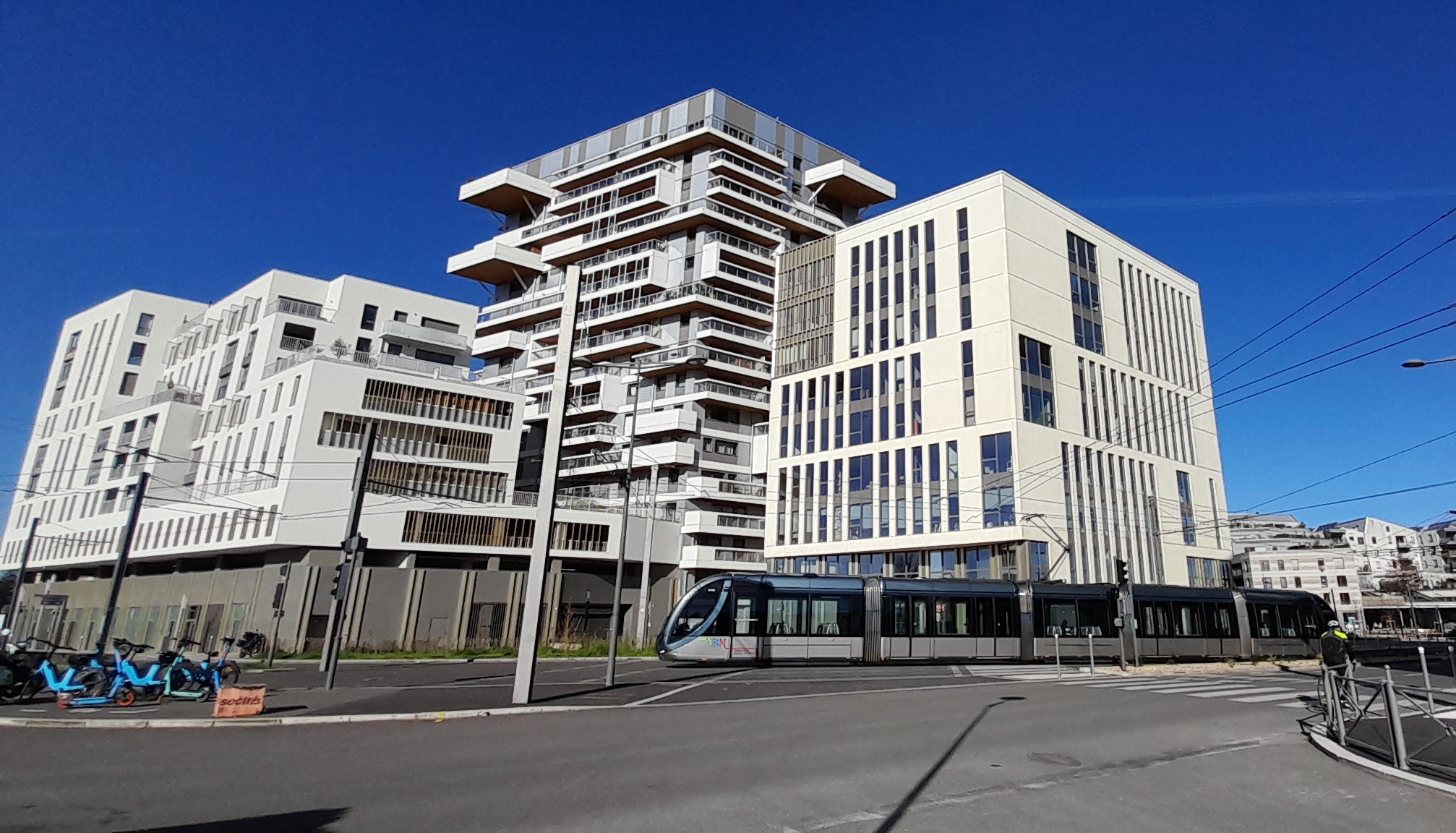
Rue Carle Vernet en 2024.

Bordeaux-Euratlantique harmonise entre eux les différents projets de développement (centre d'affaires, modernisation et aménagement du quartier) aux côtés des projets hors-Euratlantique (LGV, Grande salle de concert (Arkéa Arena), extensions du tramway) dans le cadre d'un projet urbain durable de rayonnement européen. Les principaux programmes concernent :
- Interfaces avec le projet d'extension de la Gare Saint-Jean
- Aménagement d'espaces verts
- Aménagement des voiries, parkings, transports en commun et optimisation des liaisons modales entre les différents modes de transports
- 2,4 millions de m² d'espaces supplémentaires, essentiellement des logements et bureaux

## Histoire

### Origine du projet
À la fin des années 2000, Bordeaux affiche ses ambitions de développement à l'échelle européenne avec le projet "Bordeaux 2030". Dans le quartier Saint-Jean, deux projets émergent :
- la LGV Bordeaux-Paris, faisant passer le nombre de voyageurs de 8 millions en 2009 à potentiellement 20 millions[2] (avec en option les extensions vers Toulouse et Dax).
- la création d'un centre d'affaires « Euratlantique » et le réaménagement du quartier.

Il était donc primordial de piloter à haut niveau l'aménagement de tout le secteur, sur 4 axes : logements, bureaux, voirie, développement durable. Le choix de créer un Organisme public d'aménagement (OPA) a été initié par décret le 9 novembre 2009. l'OPABE ou Bordeaux-Euratlantique était né.
Ce projet se formalise au travers d'une opération d'intérêt national (OIN), créée par un décret du 5 novembre 2009. Il s'agit du plus gros programme d'aménagement urbain engagé en France. Bordeaux-Euratlantique se divise en 3 phases temporelles (2013-2018, 2018-2023, 2022-2027) et 4 secteurs géographiques : Saint-Jean Belcier, Garonne-Eiffel, Bègles-Faisceau, Bègles-Garonne. Cette OIN permet de n'avoir qu'un seul interlocuteur, l'OPABE (Etablissement Public d'Aménagement "Bordeaux-Atlantique"), en lieu et place de la multitude d'organismes intéressés par un tel projet (dont Bordeaux Métropole).
L'organisme chargé de la mise en œuvre du projet est l'Établissement public d’aménagement de Bordeaux-Euratlantique (EPABE), dirigé successivement par Philippe Courtois, ancien secrétaire général de l'établissement public d’aménagement Euroméditérannée puis par Stephan de Faÿ depuis septembre 2014. Après un intérim assuré par Alexandre Villatte, c'est Valérie Lasek qui en devient la directrice générale à compter du 1er août 2021.
Le projet prévoit la construction de 2,5 millions de m² de surface, répartis entre autres sur 1 million de m² de logements, 500 000 m2 de bureaux et 500 000 m2 de commerces. Des équipements publics viendront compléter ces aménagements, notamment les 160 hectares disponibles près de la gare.
En plus des projets détaillés ci-après, deux projets d'envergure sont programmés : la Bordeaux Métropole Arena, dessinée par Rudy Ricciotti, prévue pour 2018 et un nouveau pont, dessiné par Rem Koolhaas, prévu pour 2019, qui reliera Bordeaux et Bègles à Floirac dans la continuité de la ceinture des boulevards.

### Enjeux
Les différents enjeux de Bordeaux-Euratlantique sont :
- Aménager un vaste territoire au sud de Bordeaux et des deux côtés de la Garonne
- Développer le centre d'affaires « Euratlantique »
- Permettre de s'installer plus facilement à proximité de Bordeaux - objectif de 30 000 habitants supplémentaires, à des prix d'achat modérés - en 2020, moyenne à 3 700 € / m²[7]
- Créer un aménagement durable en favorisant des études préliminaires
- Créer des espaces verts ouverts sur le fleuve soit 50 hectares prévus
- Augmenter le rayonnement culturel de Bordeaux

### Contexte géographique
Bordeaux-Euratlantique concerne une surface de 738 hectares répartie sur les villes de Bordeaux avec 386 hectares, Bègles avec 217 hectares et Floirac avec 135 hectares. Cette superficie pour une OPA reste inégalée en France. Bordeaux Euratlantique est desservi par :
- l'entrée sud-est du cœur de l'agglomération,
- la gare Saint-Jean,
- l'accès direct à la rocade via le boulevard des Frères Moga à l'est, de gabarit autoroutier.

Morcelé, inégalement densifié et excentré, ce secteur de l’agglomération est aujourd’hui caractérisé par la juxtaposition de quartiers d’habitat, d’emprises industrielles, d’activités économiques diversifiées, de vastes terrains ferroviaires et d’infrastructures marquant fortement le territoire. Mais malgré ses équipements et ses infrastructures, le secteur apparaît en marge de l'hyper-centre bordelais.

### Projets phares
Voici un récapitulatif non exhaustif des principaux projets phares réalisés dans le cadre ou en relation avec Euratlantique :
| Projet Phare                                                        | Secteur (Projet Cadre)         | Architecte/MOE            | Réalisation | Statut   | Commentaire |
| ------------------------------------------------------------------- | ------------------------------ | ------------------------- | ----------- | -------- | --- |
| Modernisation de la gare Saint-Jean (SNCF)                          | Projet associé (Bordeaux 2030) |                           | 2014-2017   | Terminé  | |
| MÉCA                                                                | Saint-Jean-Belcier             | BIG (Bjarke Ingels Group) | 2017-2019   | Terminé  | Inauguré en juin 2019 |
| Aménagement des quais/ espaces verts                                | Saint-Jean-Belcier             | Ville de Bordeaux         | 2023        | Planifié | Eléments clés : - Tête du pont Saint-Jean - Boulevard des Frères Moga - Parc des Berges - Jardins de l'Ars & espaces associés |
| Pont de la Palombe, anciennement pont Amédée St-Germain / Armagnac, | Saint-Jean-Belcier             | Marc Mimram               | 2020        | Terminé  | |
| Tour In Nova,                                                       | Saint-Jean-Belcier             | Groupe Carle              | 2019        | Terminé  | 56m de haut |
| Pont Simone-Veil                                                    | Projet associé (Bordeaux 2030) | OMA                       | 2024        | Terminé  | Etudes géologiques en cours                                                                                                   |
| Cité Numérique                                                      | Saint-Jean-Belcier             | Alexandre Chemetoff       | 2018        | Terminé  | |
| Piscine                                                             | Saint-Jean-Belcier             | Ville de Bordeaux         | 2022        | En cours | |
| Siège Caisse d'épargne                                              | Projet associé                 | Architecture-Studio       | 2016        | Terminé  | Inauguré en Mai 2017 |

## Les secteurs d'aménagement
Le périmètre de l'OIN (opération d'intérêt national) inclut pour l'heure quatre grands secteurs, des territoires de projet sur lesquels porteront des réflexions bien spécifiques :
- Secteur Bègles Faisceau,
- Secteur Saint-Jean Belcier
- Secteur Bègles
- Secteur Garonne Eiffel,

Ces secteurs font successivement l'objet d'un concours d'urbanisme. En 2011, l’EPA signait un accord-cadre avec les urbanistes choisis, pour la mise en œuvre du projet urbain sur une durée de 9 ans.

### Secteur Saint-Jean Belcier
Le 7 février 2011, l'équipe Reichen & Robert et associés a été désignée lauréate du concours d'urbanisme portant sur le secteur Saint Jean - Belcier.
La MECA (Maison de l'Économie Créative de la culture d'Aquitaine), regroupant le FRAC Aquitaine, l'Office Artistique de la Région Aquitaine (Oara) et l'Écrit, Cinéma, Livre, Audiovisuel en Aquitaine (Ecla) est un projet emblématique, prévu pour 2017. Un pôle nautique est également prévu quai de Paludate.
On peut noter 4 métaprojets :
- Réaménagement de la gare Saint-Jean avec essentiellement la modernisation de la halle des voyageurs et la création de 3 parkings côté Belcier.
- Réorganisation de l'infrastructure routière à la suite de la construction du pont Simone-Veil.
  - Fin de la voie rapide (90 km/h) au niveau du carrefour du futur pont Simone-Veil.
  - Contournement du parc des berges.
  - Réorganisation des flux au niveau de la tête du pont St-Jean.
- Création d'un espace vert en prolongation des Quais jusqu'à la Gare St-Jean, en passant par le pont Simone-Veil.
  - Verdissement et piétonisation de la tête de pont St-Jean.
  - Création d'un parc le long des berges en aval du pont Simone-Veil (Le Parc des Berges).
  - Aménagement piétonnier des quais de Paludate pour effectuer le lien entre les 2 précédents éléments (Le Balcon de Paludate).

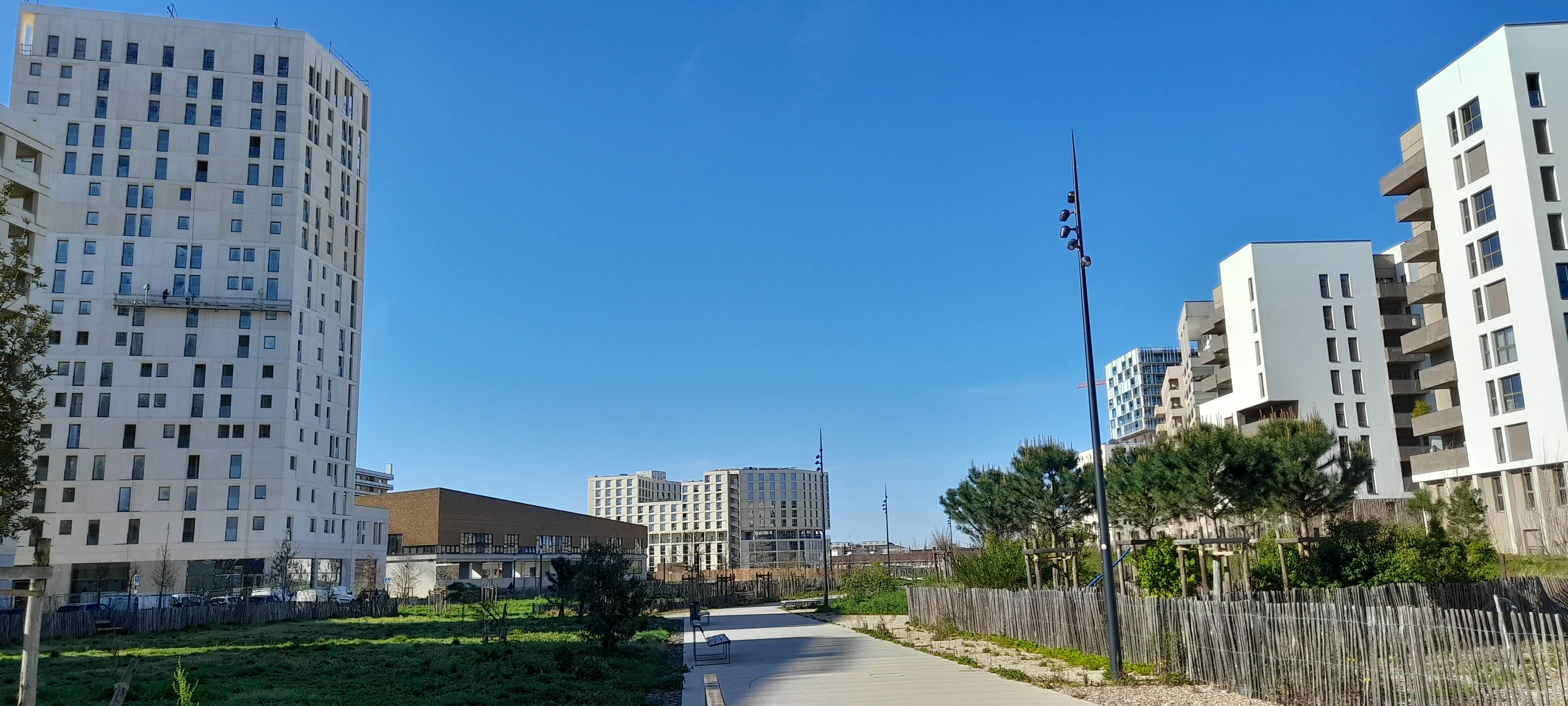
Jardin de l'Ars en mars 2024.

  - Jardin de l'Ars en mars 2024.Création d'un jardin de l'Ars menant de la tête du pont Simone-Veil à la rue d'Armagnac.
  - Bouclage sur la tête du Pont Saint-Jean en rendant la rue des Terres de Bordes piétonne (rue qui longe la gare côté Belcier).
  - MECA
  - La Tour Innova
  - La Piscine Municipale
  - Pont Amédée St-Germain / Armagnac
  - Cité Numérique
  - Siège social de la Caisse d'Épargne (extérieur à Euratlantique mais réalisé en concertation)

### Secteur Garonne Eiffel Bordeaux Floirac
Le 8 avril 2011, cinq équipes ont été retenues afin de concourir sur le secteur Garonne Eiffel. Il s'agit des équipes menées par : 51N4E, DPA Dominique Perrault, Mateoarquitectura, Studio Associato Bernardo Secchi & Paola Viganò et TVK.
C'est finalement l'équipe menée par TVK qui est désignée lauréate le vendredi 9 décembre 2011.
Deux projets importants sont annoncés pour 2017 : la nouvelle caserne des pompiers du SDIS (Service départemental d'incendie et de secours), en remplacement de la caserne des pompiers de la Benauge et le centre musulman de Gironde.

### Secteur Bègles
Afin que le projet issu du concours s'articule et se mette en cohérence avec le projet d'ensemble de l'OIN, une mission a été confiée, en février 2011, à l'agence Alexandre Chemetoff et Associés. Celui-ci consistera en un travail sur les abords du faisceau ferroviaire. Un accent particulier sera mis sur la rénovation du quartier du Dorat.
Une réflexion a été engagée par la ville de Bègles, le Club athlétique Bordeaux Bègles Gironde, l’Union Bordeaux Bègles et l’EPA Bordeaux-Euratlantique sur la modernisation du stade André-Moga. De plus, est en cours, la requalification de deux sites majeurs : l'ancien centre de tri postal du boulevard Jean-Jacques-Bosc en cité numérique ainsi que l'ancien site ESSO en parc de l’intelligence environnementale.